# Équipe d'Autriche féminine de handball
Maillots
Dernière mise à jour : 15 juillet 2023.
L'équipe d'Autriche féminine de handball représente la Fédération autrichienne de handball lors des compétitions internationales, notamment aux Jeux olympiques et aux championnats du monde.
Au cours des années 1990, de nombreuses joueuses, notamment soviétiques ou yougoslaves évoluant au Hypo Niederösterreich, ont été naturalisées autrichienne. Pour autant, l'équipe nationale n'est jamais parvenu à obtenir de mieux que deux médailles de bronze, la première au Championnat d'Europe 1996 et la seconde au Championnat du monde 1999. Dans les années 2000, elle se place le plus souvent au-delà de la 10e place puis dans les années 2010, elle ne parvient plus à se qualifier pour les compétitions majeures.

## Palmarès

### Parcours auxJeux olympiques
- 1984 : 6e place
- 1992 : 5e place
- 2000 : 5e place
- 2004 à 2024 : non qualifiée

### Parcours aux championnats du monde
Championnat du monde à onze en plein air
- 1949 :  2e place
- 1956 : 4e place

 Championnat du monde à sept en salle 
- 1957 : 6e place
- 1986 : 12e place
- 1990 : 5e place
- 1993 : 8e place
- 1995 : 8e place
- 1997 : 11e place
- 1999 :  3e place
- 2001 : 7e place
- 2003 : 11e place
- 2005 : 13e place
- 2007 : 16e place
- 2009 : 10e place
- 2011 à 2021 : non qualifiée
- 2023 : 16e place

### Parcours auxChampionnats d'Europe
- 1994 : 9e place
- 1996 :  3e place
- 1998 : 4e place
- 2000 : 12e place
- 2002 : 9e place
- 2004 : 10e place
- 2006 : 10e place
- 2008 : 15e place
- 2010 à 2022 : non qualifiée
- 2024 :

## Joueuses célèbres
- Jasna Merdan-Kolar (), meilleure handballeuse de l'année 1990
- Ausra Fridrikas (/), meilleure handballeuse de l'année 1999, meilleure joueuse et meilleure arrière gauche du Championnat du monde 1999, meilleure joueuse et meilleure marqueuse (87 buts) au Championnat du monde 2001 et meilleure arrière gauche du Championnat d'Europe 2002
- Gorica Aćimović ()
- Stanka Božović ()
- Katrin Engel, meilleure marqueuse du Championnat du monde 2009
- Laura Fritz
- Monika Königshofer
- Tanja Logvin (), meilleure arrière gauche du Championnat d'Europe 2004 et meilleure marqueuse du Championnat du monde 2005 (60 buts en 5 matchs)
- Iris Morhammer
- Svetlana Mugoša-Antić ()
- Marianna Gódor (Nagy) ()
- Stephanie Ofenböck
- Gabriela Rotis Nagy (en) ()
- Vesna Radović ()
- Natalia Rusnachenko ()
- Stephanie Subke
- Tatjana Dschandschgawa ()

Remarque : la présence d'un autre drapeau indique des sélections dans l'équipe nationale en question avant la naturalisation autrichienne.

## Statistiques
| Joueuse                | Sél. |
| ---------------------- | ---- |
| Barbara Strass         | 272  |
| Natalia Rusnachenko () | 255  |
| Iris Morhammer         | 237  |
| Karin Prokop           | 229  |
| Stanka Božović ()      | 220  |
| Katrin Engel           | 215  |
| Stephanie Subke        | 200  |
| Jandranka Jez          | 189  |
| Petra Blazek           | 179  |
| Susi Unger             | 174  |
| Sylvia Steinbauer      | 166  |
| Jasna Merdan-Kolar ()  | 163  |
| Sylvia Strass          | 157  |

| Joueuse                            | Buts | Sel. | Moy. |
| ---------------------------------- | ---- | ---- | ---- |
| Jasna Merdan-Kolar ()              | 1206 | 163  | 7,4  |
| Ausra Fridrikas (/)                | 1059 | 133  | 8,0  |
| Stanka Božović ()                  | 910  | 220  | 4,1  |
| Katrin Engel                       | 892  | 215  | 4,1  |
| Tanja Logvin ()                    | 820  | 107  | 7,7  |
| Stephanie Subke                    | 701  | 200  | 3,5  |
| Iris Morhammer                     | 663  | 237  | 2,8  |
| Barbara Strass                     | 570  | 272  | 2,1  |
| Sonja Frey                         | 560  | 118  | 4,7  |
| Gabriele Neudolt                   | 520  | 141  | 3,7  |
| Sorina Teodorović (ro)             | 501  | 130  | 3,9  |
| Milena Foltýnová-Gschiessl (no) () | 476  | ?    | ?    |
| Rima Sypkus ()                     | 403  | 139  | 2,9  |

Remarque : la présence d'un autre drapeau indique des sélections dans l'équipe nationale en question avant la naturalisation autrichienne.